# Amphiura latispina
Amphiura latispina är en ormstjärneart som beskrevs av Ljungman 1867. Amphiura latispina ingår i släktet Amphiura och familjen trådormstjärnor. Inga underarter finns listade i Catalogue of Life.